# Elecciones estatales de Baviera de 1982
Tras la celebración de las elecciones estatales de Baviera en 1982, salió elegido el partido político de la CSU. En esta ocasión obtuvo casi el 59% de los votos, aunque perdió casi 1 punto, pero ganó 4 escaños.
Los socialdemócratas ganaron medio punto y 6 escaños (su cuarto mejor resultado de la historia, después de las elecciones de 1962, 1966 y 1970).
Los verdes se presentaron por primera vez en la historia de las elecciones de Baviera, obtuvieron el 4,6%, pero ningún escaño.
Los liberales perdieron 2,7 puntos y sus 10 escaños.
Los resultados fueron:
| Partido Político | Partido Político                    | Porcentaje | Escaños |
| ---------------- | ----------------------------------- | ---------- | ------- |
|                  | Unión Social Cristiana de Baviera   | 58,3       | 133     |
|                  | Partido Socialdemócrata de Alemania | 31,9       | 71      |
|                  | Los Verdes                          | 4,6        | 0       |
|                  | Partido Liberal de Alemania         | 3,5        | 0       |
|                  | NPD                                 | 0,6        | 0       |
|                  | Partido de Baviera                  | 0,5        | 0       |
|                  | Otros                               | 0,6        | 0       |

| Predecesor: 1978 | Elecciones de Baviera 1982 | Sucesor: 1986 |

- Datos: Q1804065
- Multimedia: 1982 Bavarian state election / Q1804065